# Chaetomitrium auriculatum
Chaetomitrium auriculatum är en bladmossart som beskrevs av Hugh Neville Dixon och Theodor Carl Karl Julius Herzog 1926. Chaetomitrium auriculatum ingår i släktet Chaetomitrium och familjen Hookeriaceae. Inga underarter finns listade i Catalogue of Life.